# Daytona Beach
Daytona Beach ist eine Stadt im Volusia County im US-Bundesstaat Florida. Das U.S. Census Bureau hat bei der Volkszählung 2020 eine Einwohnerzahl von 72.647 ermittelt. Sie ist nach Deltona die zweitgrößte Stadt der MSA Deltona–Daytona Beach–Ormond Beach.

## Geographie
Daytona Beach grenzt direkt an die Städte Ormond Beach, Holly Hill, South Daytona und Port Orange. Die Stadt liegt rund 20 km nordöstlich von DeLand sowie etwa 80 km nordöstlich von Orlando.

## Geschichte
Daytona Beach ist nach seinem Gründer Matthias Day benannt und wurde im Juli 1876 gegründet.
1926 wurden die Städte „Daytona“, „Daytona Beach“ und „Seabreeze“ zu „Daytona Beach“ zusammengeschlossen.

## Demographische Daten
Laut der Volkszählung 2010 verteilten sich die damaligen 61.005 Einwohner auf 33.920 Haushalte. Die Bevölkerungsdichte lag bei 401,3 Einw./km². 57,8 % der Bevölkerung bezeichneten sich als Weiße, 35,4 % als Afroamerikaner, 0,4 % als Indianer und 2,3 % als Asian Americans. 1,8 % gaben die Angehörigkeit zu einer anderen Ethnie und 2,3 % zu mehreren Ethnien an. 6,2 % der Bevölkerung bestand aus Hispanics oder Latinos.
Im Jahr 2010 lebten in 19,6 % aller Haushalte Kinder unter 18 Jahren sowie 29,8 % aller Haushalte Personen mit mindestens 65 Jahren. 46,5 % der Haushalte waren Familienhaushalte (bestehend aus verheirateten Paaren mit oder ohne Nachkommen bzw. einem Elternteil mit Nachkomme). Die durchschnittliche Größe eines Haushalts lag bei 2,05 Personen und die durchschnittliche Familiengröße bei 2,79 Personen.
21,4 % der Bevölkerung waren jünger als 20 Jahre, 28,7 % waren 20 bis 39 Jahre alt, 25,0 % waren 40 bis 59 Jahre alt und 24,7 % waren mindestens 60 Jahre alt. Das mittlere Alter betrug 40 Jahre. 50,0 % der Bevölkerung waren männlich und 50,0 % weiblich.
Das durchschnittliche Jahreseinkommen lag bei 29.533 $, dabei lebten 29,0 % der Bevölkerung unter der Armutsgrenze.
Im Jahr 2000 war Englisch die Muttersprache von 90,37 % der Bevölkerung, spanisch sprachen 4,02 % und 5,61 % hatten eine andere Muttersprache.

## Cheerleading
Jährlich im Frühjahr finden die NCA & NDA Collegiate National Championships, der wichtigste Cheerleading-Wettbewerb der USA, in Daytona Beach statt.

## Motorsport

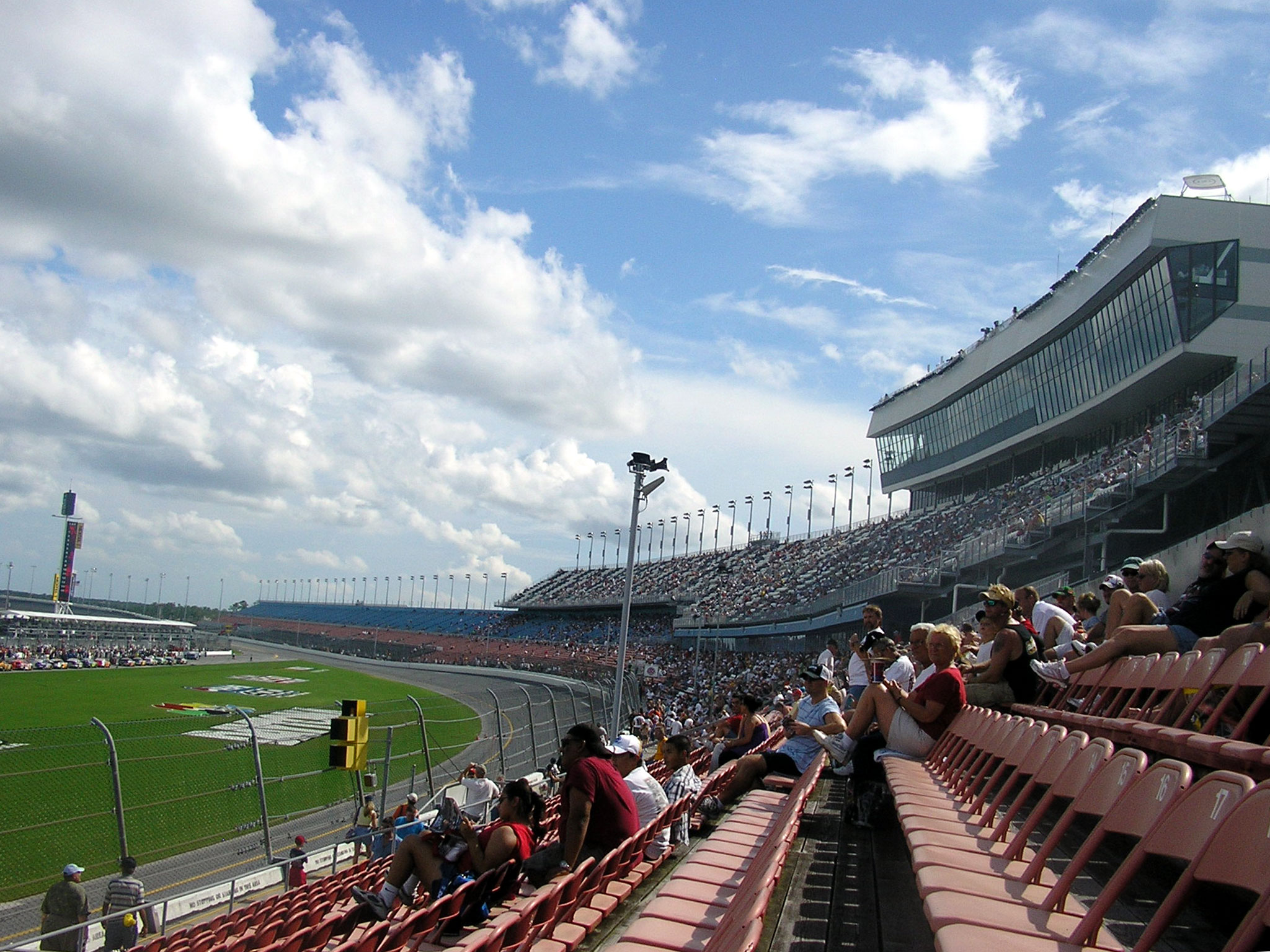
Daytona International Speedway

Daytona ist bekannt für die Rennstrecke Daytona International Speedway, die aus einem Oval mit drei Steilwandkurven sowie einem Straßenrennkurs im Innenraum besteht. Auf Ersterem fährt die NASCAR u. a. das Daytona 500 und das Coke Zero 400; auf Letzterem wird mit Einbeziehung der Steilwandkurven und einer Schikane das 24-Stunden-Rennen von Daytona ausgetragen. Auch die Superbikes fahren die Daytona 200 dort. Die meisten Rennveranstaltungen finden von Januar bis März statt.

## Tourismus

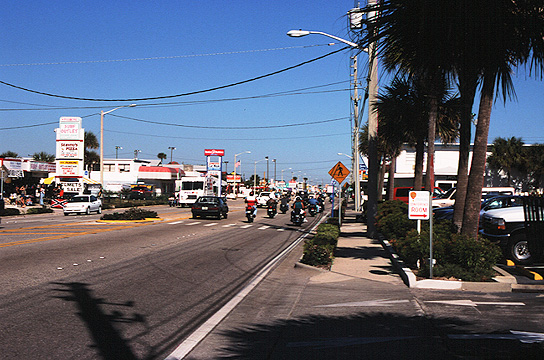
Bike Week in Daytona Beach

Daytona Beach ist bekannt für seinen 37 Kilometer langen Strand, der mit dem Auto und Motorrad im langsamen Tempo befahren werden darf (cruisen). Bei gutem Wetter wird der Strand zum Rummelplatz. Hier findet man dann viele Verkaufsstände, Surfer, Kite-Surfer, Strandsegler und mehr. Die Stadt ist bei Touristen vor allem bekannt für zwei große Veranstaltungen: Spring Break, die ausgelassene Feier der amerikanischen Studenten während der Frühjahrsferien, und die Bike Week, eines der größten Harley-Davidson-Treffen. Daneben gibt es ein zweites großes Treffen der Harley-Fahrer, das als Pendant zum Münchener Oktoberfest angelegte Biketoberfest. Schließlich gibt es noch das jährliche „Turkey Race“, ein Treffen von Oldtimern und Hot Rods im November, an dem Tausende Fahrzeuge teilnehmen. In den vergangenen Jahren sind die Besucher, die zum Spring Break nach Daytona Beach kommen, deutlich zurückgegangen, soweit sogar, dass seit 2002 keine Zahlen mehr über diese erhoben werden. Stattdessen weichen die Studenten auf andere Städte aus.

## Sehenswürdigkeiten
In der Stadt liegt das Southeast Museum of Photography.
Folgende Objekte sind im National Register of Historic Places gelistet:
| - Amos Kling House - Bartholomew J. Donnelly House - Bethune-Cookman College Historic District - City Island - City Island Ball Park - Cypress Street Elementary School - Daytona Beach Bandshell and Oceanfront Park Complex - Daytona Beach Surfside Historic District - Delos A. Blodgett House - El Pino Parque Historic District - Howard Thurman House - Mary McLeod Bethune Home - Merchants Bank Building - Olds Hall | - Rogers House - S. Cornelia Young Memorial Library - S.H. Kress and Co. Building - Seabreeze Historic District - Seybold Baking Company Factory - South Beach Street Historic District - South Peninsula Historic District - South Ridgewood Elementary School - Southwest Daytona Beach Black Heritage District - Tarragona Tower - The Abbey - Tourist Church - US Post Office - White Hall |

## Verkehr
Daytona Beach wird von den Interstates 4 und 95, von den U.S. Highways 1 (SR 5) und 92 (SR 600) sowie den Florida State Roads 5A, 400 und 483 durchquert bzw. tangiert. Amtrak Thruway Motorcoach betreibt eine Busverbindung zum 45 km entfernten Bahnhof DeLand, wo Anschluss ans Amtrak-Schienennetz besteht. Der Daytona Beach International Airport liegt unmittelbar südwestlich des Stadtzentrums.

## Kriminalität
Die Kriminalitätsrate lag im Jahr 2010 mit 579 Punkten (US-Durchschnitt: 266 Punkte) im hohen Bereich. Es gab drei Morde, 31 Vergewaltigungen, 229 Raubüberfälle, 548 Körperverletzungen, 1.083 Einbrüche, 3089 Diebstähle, 463 Autodiebstähle und 16 Brandstiftungen.

## Partnerstadt
Die Partnerstadt von Daytona Beach ist Bayonne im französischen Departement Pyrénées-Atlantiques.

## Söhne und Töchter der Stadt
- Howard Thurman (1899/1900–1981), US-amerikanischer Theologe und Bürgerrechtsaktivist
- Bob Wright (1914–2005), Filmkomponist und Liedtexter
- Hoyt Bohannon (1918–1990), Jazz- und Studiomusiker
- Marshall Teague (1922–1959), Autorennfahrer
- Bob Ross (1942–1995), Maler und TV-Star
- Craig Stowers (1954–2022), Jurist
- Walter McCoy (* 1958), Sprinter
- Eric Lewis (* 1971), Basketballschiedsrichter
- Vince Carter (* 1977), Basketballspieler in der NBA
- Gabriella Pession (* 1977), italienische Schauspielerin
- Eric Weems (* 1985), Footballspieler in der NFL
- Blackbear (* 1990), Hip-Hopper, Sänger, Songschreiber und Musikproduzent
- Ricardo Allen (* 1991), Footballspieler in der NFL
- Raheem Mostert (* 1992), Footballspieler in der NFL
- Tank Dell (* 1999), Footballspieler in der NFL

## Mit der Stadt in Verbindung stehende Persönlichkeiten
- No Kum-sok (1932–2022),  Leutnant der nordkoreanischen Luftwaffe